# 福井厚生病院
福井厚生病院（ふくいこうせいびょういん）は、福井県福井市下六条町にある医療法人 厚生会が運営する病院である。

## 診療科
- 内科
- 循環器内科
- 消化器内科
- 呼吸器内科
- 内分泌・代謝・糖尿病内科
- 腎臓内科
- 消化器・一般外科
- 心臓血管外科
- 整形外科
- 精神科（ストレスケア）
- 神経内科
- 皮膚科
- 脳神経外科
- 耳鼻咽喉科
- 婦人科
- 泌尿器科
- 形成外科
- 放射線科
- 麻酔科
- リハビリテーション科
- 眼科

## 沿革
- 1983年（昭和58年）- 福井厚生病院 開設。
- 1988年（昭和63年）- 総合病院 認可。
- 1990年（平成2年）- 救急病院 認定。
- 1991年（平成3年）- 医療法人厚生会 設立。
- 1993年（平成5年）- 福井厚生病院在宅支援センター 開設。福井厚生病院ホームヘルプ事業 開設。
- 1995年（平成7年）- 外来部門 増築。内視鏡センター 開設。
- 1999年（平成11年）- 南館・3B病棟 完成。介護支援事業所5ヶ所 開設。
- 2000年（平成12年）- 通所リハビリセンター 開設。西館 完成。
- 2001年（平成13年）- 健康増進課 敦賀営業所 開設。
- 2003年（平成15年）- ほほえみネットワークさくら（大野市）、ほほえみネットワークあさがお（福井市）開設。
- 2004年（平成16年）- 臨床研修協力施設（厚労省）認定。
- 2005年（平成17年）- デイサービスフレンドリーあすわ（福井市）、デイサービスほっと館みやま（福井市）開設。(財)日本医療機能評価機構による病院機能評価 認定(Ver.4)。
- 2006年（平成18年）- 福井中央包括支援センター（福井市）、福井東足羽包括支援センター（福井市）開設。
- 2010年（平成22年）- 中棟 新設（健診センター・透析センター稼動）。グループホーム匠（福井市）開設。(財)日本医療機能評価機構による病院機能評価 認定(Ver.6)。
- 2012年（平成24年）- 自立支援選択型デイサービス ぶる～夢森目（大野市）開設。
- 2013年（平成25年）- サービス付き高齢者向け住宅　すまいる・厚生（福井市）、小規模多機能型居宅介護 あったかホームひまわり（福井市）、グループホームさくら日和（大野市）開設。
- 2015年（平成27年）-職員寮　ラ・メール 完成。
- 2016年（平成28年）-訪問看護ステーション あったかホームひまわり（福井市）、看護小規模多機能型居宅介護 あったかホームひまわり（福井市）開設。
- 2016年（平成28年）-地域包括ケア病棟開設。眼科新設。
- 2017年（平成29年）-訪問看護ステーション　美山サテライト開設（福井市）。
- 2018年（平成30年）-通所リハビリセンター　しあわせ元気リハ開設（福井市）。
- 2020年（財）日本医療機能評価機構による病院機能評価 更新（3rd G:Ver2.0）
- 2022年5月9日　新棟に移転

## 医療機関指定
出典
| 日本医療機能評価機構認定 Ver.6                                       | 日本内科学会 認定医制度教育関連病院                    |
| 日本外科学会 外科専門医制度修練施設                                  | 日本整形外科学会 認定医制度による研修施設              |
| 日本消化器病学会 認定施設                                            | 日本循環器学会 専門医研修施設                          |
| 日本消化器外科学会 指定修練施設認定関連施設                          | 日本消化器内視鏡学会 指導施設                          |
| 日本がん治療認定医機構 認定研修施設                                  | 卒後臨床研修協力病院（金沢大学付属病院）               |
| 卒後臨床研修協力施設（福井大学医学部付属病院）                       | 日本臨床栄養代謝学会 NST（栄養サポートチーム）稼動施設 |
| 日本臨床栄養代謝学会 NST（栄養サポートチーム）専門療法士認定教育施設 | マンモグラフィ（乳房エックス線写真）検診施設           |
| 生活習慣病検診実施機関                                               | THPの労働者健康保持増進サービス機関                    |
| 日本人間ドック学会 優良2日ドック認定指定                             | 日本人間ドック学会 人間ドック健診研修施設              |
| 日本ペインクリニック学会 専門医研修施設                              | 日本透析医学会 教育関連施設                            |

## 交通アクセス
- 国道8号福井バイパス、産業会館交差点を東へ300メートル。
- 京福バス 60系統 羽水高校線「福井厚生病院」バス停留所下車。
- 福井厚生病院が近隣の地区を中心に無料送迎バスを運行している。